# Belogorodka
Belogorodka (en rus: Белогородка) és un poble de l'óblast de Kémerovo, a Rússia, que en el cens del 2010 tenia 681 habitants, pertany al districte de Mariïnsk.